# Commissione Penrose
La commissione d'inchiesta Penrose (Penrose Inquiry) è stata una commissione d'inchiesta costituita in Scozia per investigare le infezioni da HIV e HCV contratte da soggetti curati dal servizio sanitario scozzese (NHS Scotland) in seguito all'utilizzo di sangue ed emoderivati.
La commissione è stata presieduta dal giudice Lord Penrose, dal quale prende il nome.

## Origini
Il 18 aprile 2006 il comitato per la salute del parlamento scozzese ha richiesto l'avvio di un'inchiesta pubblica sull'infezione da virus HCV in persone trattate dal sistema sanitario scozzese ma il governo scozzese ha tuttavia deciso di non dare avvio all'inchiesta. Il Partito Nazionale Scozzese si è impegnato, attraverso il suo manifesto del 2007, a istituire tale commissione d'inchiesta se fosse risultato vincitore alle imminenti elezioni parlamentari.
Separatamente a questi avvenimenti, i prossimi congiunti del reverendo David Black e di Eileen O'Hara, due persone che apparentemente avevano contratto il virus dell'epatite C in seguito alla somministrazione di sangue o emoderivati da parte del sistema sanitario scozzese e che a causa di questo erano decedute, hanno intrapreso un procedimento presso la corte suprema civile scozzese (Court of Session) per contestare la decisione di non condurre un'inchiesta sulle morti. Il tribunale ha sentenziato che, in base all'articolo 2 della convenzione europea sui diritti dell'Uomo, i richiedenti avevano il diritto a un'inchiesta indipendente sulla morte dei loro familiari.
Il 23 aprile 2008 l'allora vice primo ministro e segretario di gabinetto per la salute e il benessere Nicola Sturgeon ha annunciato al parlamento scozzese che vi sarebbe stata un'inchiesta pubblica presieduta da un giudice per indagare sulla trasmissione dei virus HCV e HIV attraverso sangue ed emoderivati in pazienti curati dal sistema sanitario scozzese. La prima ministra ha informato che Lady Cosgrove avrebbe presieduto la commissione, formalmente costituita nel settembre 2008. Lady Cosgrove si ritira dall'incarico per motivi familiari e viene sostituita da Lord Penrose il 13 gennaio 2009.

## Attività
La commissione era incaricata, attraverso dodici termini di riferimento, di indagare non solo sulle morti per epatite C di quattro soggetti (il reverendo David Black ed Eileen O'Hara a cui poi si sono aggiunti Alexander Black Laing e Victor Tamburrini mentre un ulteriore soggetto, Neil Mullen, è stato escluso) ma anche su come i pazienti in Scozia abbiano contratto infezioni da HIV e HCV in seguito alla somministrazione di sangue ed emoderivati nel periodo che va dal primo gennaio 1974 al primo settembre 1991 (data dell'inizio in tutto il Regno Unito della ricerca dell'HCV sulle donazioni di sangue).
Il rapporto preliminare, pubblicato nel settembre 2010, ricostruisce i fatti maggiormente rilevanti avvenuti tra il 1974 e il 1991 ed è stato utilizzato come base per ulteriori approfondimenti durante la raccolta delle testimonianze orali.
L'ascolto delle testimonianze orali da parte di 67 testimoni ha avuto luogo in 89 sedute pubbliche tra il marzo 2011 e il marzo 2012. Inoltre, sono state raccolte 159 testimonianze scritte da parte di soggetti infettati o loro familiari e sono stati acquisiti circa 118.000 documenti, di cui cinquemila considerati rilevati ai fini della risposta ai quesiti posti alla commissione.
I pazienti infettati sono stati suddivisi in quattro categorie in base alla tipologia e alla causa dell'infezione:
- 478 casi di infezioni da HCV in soggetti emofilici;
- circa 2500 casi di infezioni da HCV in soggetti sottoposti a trasfusioni;
- 60 casi di infezioni da HIV in soggetti emofilici;
- 18 casi di infezioni da HIV in soggetti sottoposti a trasfusioni.

Il costo totale dei lavori della commissione è stato pari a 12.123.754 sterline.

## Risultati
Lord Penrose non ha partecipato alla seduta conclusiva che si è tenuta il 25 marzo 2015 a Edimburgo a causa delle sue serie condizioni di salute. Il suo resoconto e la raccomandazione emersa dall'inchiesta sono state lette in sua vece da Maria McCann, segretaria della commissione.
In merito ai quattro decessi, la commissione d'inchiesta ha stabilito che:
- il reverendo David Black ha probabilmente contratto il virus dell'epatite C negli anni sessanta attraverso la terapia per l'emofilia e che l'infezione era inevitabile a causa della necessità del trattamento;
- Eileen O'Hara ha contratto il virus dell'epatite C da una trasfusione di sangue durante un intervento chirurgico negli anni settanta, epoca in cui non era possibile rilevare il virus;
- Alexander Black Laing ha contratto il virus dell'epatite C da una trasfusione di sangue durante un intervento chirurgico nel 1990 ma gli unici test disponibili all'epoca non erano in grado di determinare la presenza del virus nella donazione a lui infusa;
- Victor Tamburrini non ha contratto il virus dell'epatite C attraverso un trattamento da parte de sistema sanitario scozzese e la causa dell'infezione rimane sconosciuta.

La commissione ha approfondito la questione della raccolta di sangue nelle carceri della Scozia e ha stabilito che dagli anni settanta fino all'inizio degli anni ottanta vi era incertezza sulla classificazione dei detenuti come tossicodipendenti, sebbene vi fossero chiare evidenze che alcuni detenuti fossero incarcerati per reati relativi agli stupefacenti e avessero ammesso di essere assuntori abituali. Inoltre, i rapporti annuali sullo stato del sistema penitenziario prodotti al Parlamento riportano un significante e continuo aumento di detenuti tossicodipendenti, specialmente nel 1983 e nel 1984.
Per quanto riguarda la fornitura di sangue, la percentuale di donazioni raccolte nelle carceri della Scozia è diminuita dal 2,38% del 1975 allo 0,11% del 1984 (ultimo anno in cui è stata attuata questa pratica) e quindi secondo la commissione d'inchiesta cessare la raccolta di sangue nelle carceri non avrebbe determinato un problema insormontabile per il fabbisogno nazionale di sangue.
In base a documentazione risalente agli anni settanta è stato possibile stabilire che l'Home Office approvava la donazione di sangue nelle carceri, in quanto permetteva ai detenuti di effettuare una restituzione alla società.
La commissione ha chiesto ad alcuni membri del servizio trasfusionale scozzese e a un esperto di trasfusioni finlandese se la raccolta di sangue nelle carceri avrebbe dovuto cessare prima di quando poi avvenuto. Tutti i testimoni hanno concordato che la raccolta nelle carceri era sconsigliabile e che avrebbe dovuto essere cessata in precedenza. La commissione d'inchiesta ha concluso che è stato spiacevole che il servizio trasfusionale nazionale scozzese non abbia ritenuto di interrompere questa pratica già nel 1982 e non nel 1984, come invece avvenuto.
L'unica raccomandazione della commissione d'inchiesta è stata quella rivolta al governo scozzese perché ponga in atto i provvedimenti necessari affinché tutte le persone in Scozia che hanno ricevuto una trasfusione di sangue prima del settembre 1991 vengano sottoposte alla ricerca del virus dell'epatite C, qualora non siano già state sottoposte a tale test.

## Conseguenze
In seguito alla pubblicazione del rapporto finale, David Cameron è stato il primo capo del governo inglese a porgere delle scuse formali per lo scandalo, seguito dal segretario per la salute scozzese Shona Robison.

## Critiche
Il rapporto finale della commissione Penrose è stato ampiamente etichettato come una semplice copertura a causa del fatto che dall'inchiesta è emersa una sola raccomandazione (la necessità di eseguire la ricerca del virus HCV in chiunque abbia ricevuto una trasfusione prima del 1991) mentre non sono emerse colpe.
Il professor John Cash, ex direttore del servizio trasfusionale scozzese, ha affermato che i dirigenti responsabili sono stati in grado di evitare di fornire prove. Infatti, sebbene Lord Penrose abbia cercato di porgere le domande con l'intento di pervenire alla verità dei fatti, si è imbattuto in limitazioni previste dalla normativa che regola le commissioni d'inchiesta (l'Inquiries Act) che escludeva un intero settore dalla sua competenza.
In base ai termini di riferimento dell'inchiesta, sono stati presi in considerazione solamente cinque decessi. Tra questi, solamente una persona era emofilica ed è deceduta in seguito all'epatite C contratta negli anni sessanta, prima che i concentrati di fattori della coagulazione fossero in uso (quindi in un periodo escluso dall'inchiesta). Nessuna delle persone è deceduta in seguito alla contrazione dell'HIV.